# Alexis Vuillermoz
Pour les articles homonymes, voir Vuillermoz.
Alexis Vuillermoz, né le 1er juin 1988 à Saint-Claude en Franche-Comté, est un cycliste français. Spécialisé en VTT cross-country au début de sa carrière, il a été champion du monde et d'Europe du relais en 2008. Il est devenu cycliste professionnel sur route en 2013 dans l'équipe française Sojasun. Il prend sa retraite sportive à la fin de l'année 2024.

## Biographie

### Jeunesse, carrière amateur et en VTT

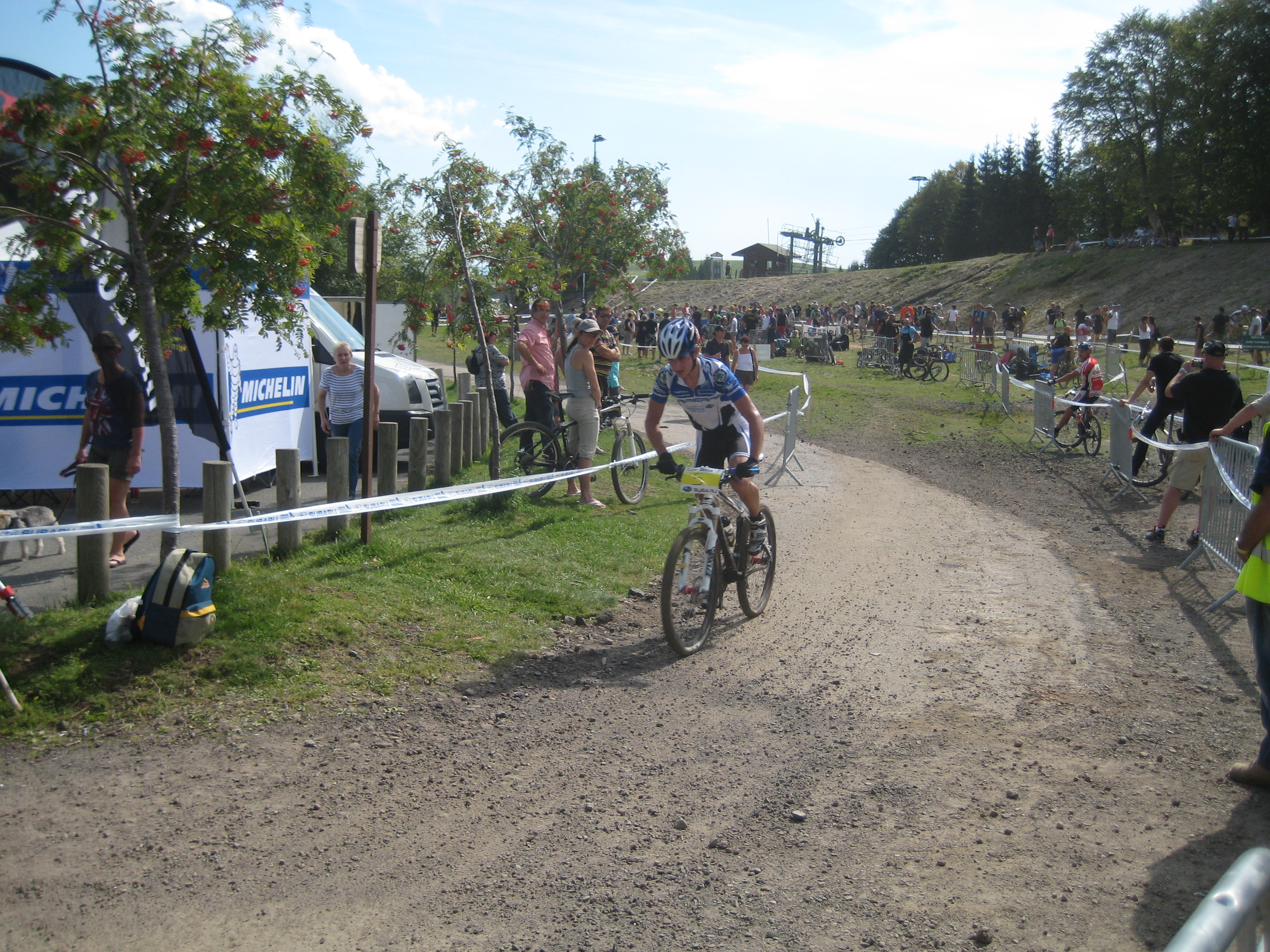
Alexis Vuillermoz sur une manche de coupe de France de VTT à Super Besse en 2011.

Alexis Vuillermoz pratique divers sports dans sa jeunesse avant de s'engager vers le VTT en 1999. Il est en 2006 champion de France de cross-country juniors et deuxième du championnat d'Europe de cross-country juniors. Il est en 2007 deuxième du championnat d'Europe de cross-country par équipes (avec Fabien Canal, Cécile Ravanel et Cédric Ravanel) avant de remporter son premier titre mondial en  2008, le championnat du monde de cross-country par équipes (avec Arnaud Jouffroy, Laurence Leboucher et Jean-Christophe Péraud). Avec eux, il est aussi champion d'Europe de cross-country par équipes.
En 2009, Vuillermoz est champion de France de cross-country espoirs et battu par Burry Stander au championnat du monde de cross-country espoirs. En 2010, il est une nouvelle fois champion de France de cross-country espoirs. Aux championnats du monde de cross-country espoirs, il se classe quatrième.
En 2010, il est engagé avec Lapierre International pour le VTT et avec le CC Étupes pour le cyclisme sur route. En 2011, il subit une mononucléose. Sur route, il participe au Tour des Pays de Savoie puis au Tour Alsace. Sur cette épreuve, il chute lors de la troisième étape et est atteint d'un traumatisme crânien ainsi que d'une fracture de la pommette.
En 2012, son année est marquée par la mort de son père, qui l'a initié au sport cycliste, et de deux de ses grands-parents,. En manque de résultats, de motivation, en fin de contrat avec Lapierre International et sous l'impulsion de son entraîneur Yvan Clolus, il décide de s'orienter vers le cyclisme sur route,, discipline qu'il pratiquait déjà majoritairement à l'entraînement.
Durant sa carrière de VTT, Vuillermoz mène en parallèle des études supérieures et obtient en 2010 un master en banque et assurance à Perpignan. Il suit ensuite brièvement des cours par correspondance avec Sciences Po Paris. Il envisage alors de devenir gestionnaire de patrimoine en cas d'échec d'une carrière professionnelle dans le cyclisme. Il s'installe définitivement dans les Pyrénées-Orientales en 2012, à Brouilla puis à Sorède, lui valant ensuite d'être qualifié de catalan d'adoption.

### Carrière professionnelle

#### 2013: première saison avec Sojasun
Le 2 octobre 2012, alors qu'il était stagiaire au sein de la formation Saur-Sojasun, celle-ci annonce qu'il est engagé pour un contrat de un an. Durant cette première saison sur route, il débute au Grand Prix d'ouverture La Marseillaise qu'il termine à la vingt-cinquième place. Il prend part au Tour du Haut-Var, sa première course par étapes, et à sa première course UCI World Tour, Paris-Nice, qu'il abandonne lors de la 6e étape. Il est onzième de la Klasika Primavera. Il prend la deuxième place de la première étape du Rhône-Alpes Isère Tour et la cinquième place du classement général. Il participe à la 100e édition du Tour de France. Il termine la saison au Tour de Vendée.

#### 2014-2020: AG2R La Mondiale
En 2014, après l'arrêt de l'équipe Sojasun, Alexis Vuillermoz signe un contrat de deux ans avec l'équipe World Tour AG2R La Mondiale. Lors de sa première saison avec cette équipe, son salaire n'est pas payé par elle mais par un homme d'affaires jurassien, Daniel Germond. Germond a plusieurs années auparavant été sponsor de l'équipe Chazal, équipe qui a précédé la structure AG2R La Mondiale et qui a été créée par Vincent Lavenu dans les années 1990. Vuillermoz reprend comme en 2013 la compétition au Grand Prix d'ouverture La Marseillaise. Il participe ensuite à l'Étoile de Bessèges. Il prend également part au week-end ardéchois avant le Paris-Nice où il occupe les premiers rôles. Il aide le Colombien Carlos Betancur, son coéquipier à remporter le classement général. Il aide ensuite Jean-Christophe Péraud à gagner le Critérium international où il termine à la 8e place. Il est ensuite aligné sur le Tour d'Italie en support de son leader italien Domenico Pozzovivo qui finit 5e du classement général, tandis qu'il finit à la 11e place. En fin de saison il remporte sa première victoire sur route chez les professionnels en s'imposant lors de la dernière étape du Tour du Gévaudan Languedoc-Roussillon. Il termine par ailleurs troisième du classement général de l'épreuve derrière le coureur espagnol Amets Txurruka et le Belge Thomas Degand.
En début d'année 2015, Alexis Vuillermoz est notamment onzième du Tour de San Luis, neuvième du Tour du Haut-Var et du Critérium international. En avril, il prend la sixième place de la Flèche wallonne. Lors du Tour de Romandie, souffrant d'une sinusite il est contraint d'abandonner. Après un stage dans les Alpes, il reprend la compétition fin mai, au Grand Prix de Plumelec-Morbihan, qu'il remporte. Après avoir disputé le Critérium du Dauphiné (29e) et le championnat de France sur route (10e), il prend le départ du Tour de France, à Utrecht aux Pays-Bas. Sur ce Tour, il est équipier de Romain Bardet et Jean-Christophe Péraud, leaders d'AG2R La Mondiale. Vuillermoz prend la troisième place de la troisième étape, au mur de Huy, derrière Joaquim Rodríguez et Christopher Froome, et gagne à Mûr-de-Bretagne lors de la huitième étape devant Daniel Martin à 5 secondes puis Alejandro Valverde et le peloton à 10 secondes. Il est 26e à Paris. Vainqueur ensuite du Aquece Rio-International Road Cycling Challenge, course pré-olympique de Rio, il ne dispute pas au niveau World Tour le Grand Prix de Plouay en raison d'une fièvre mais peut participer aux Grands Prix de Québec et Montréal. De retour en France, il remporte comme en 2014 la deuxième étape du Tour du Gévaudan Languedoc-Roussillon et termine cette course à la sixième place.
Pour 2016, Vuillermoz est le chef de file prévu de l'équipe AG2R La Mondiale pour la Flèche wallonne. Il est également censé être avec Domenico Pozzovivo un des « deux lieutenants » de Romain Bardet pour le Tour de France. Son début de saison est marqué par plusieurs chutes. Ainsi, il tombe et est contraint à l'abandon lors de la troisième étape de Paris-Nice. Cité comme un favori pour la Flèche wallonne, il subit une chute trois jours avant cette course au cours de l'Amstel Gold Race. Atteint notamment d'un traumatisme crânien, il doit renoncer à participer à la Flèche wallonne ainsi qu'à Liège-Bastogne-Liège. Il revient dans le peloton à la fin du mois de mai lors du Grand Prix de Plumelec-Morbihan qu'il termine en deuxième position derrière son coéquipier Samuel Dumoulin. Vuillermoz subit une nouvelle chute au cours de la deuxième étape du Critérium du Dauphiné. Il participe ensuite au championnat de France sur route à Vesoul. Sur un tracé sélectif, il fait partie de l'échappée à trois décisive avec Arthur Vichot et Tony Gallopin. Vichot remporte le sprint devant Gallopin, Vuillermoz étant troisième.

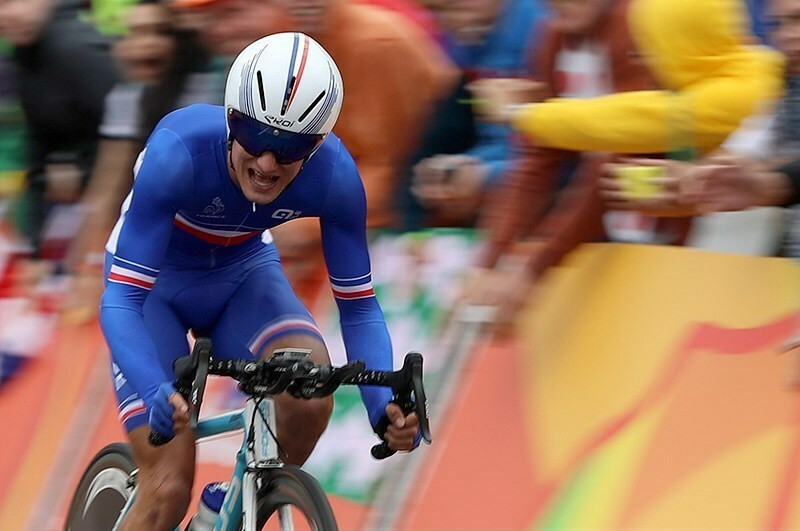
Alexis Vuillermoz au contre-la-montre des JO 2016.

Vuillermoz est sélectionné en tant que remplaçant pour la course en ligne des Jeux olympiques. Il est finalement sélectionné après l'annonce du forfait de Thibaut Pinot. Il est également retenu pour le contre-la-montre. Le 10 août 2016, il se classe vingt-neuvième du contre-la-montre remporté par le Suisse Fabian Cancellara, devant le Néerlandais Tom Dumoulin, médaille d'argent et le Britannique Christopher Froome, médaille de bronze.
En 2017, le début de saison de Vuillermoz est différé d'un mois en raison d'une fracture à une vertèbre lombaire contractée lors d'un accident de la route. Après une première partie de saison sans performances notables, il gagne en mai le Grand Prix de Plumelec-Morbihan. En juillet, il obtient son meilleur classement sur le Tour de France, terminant treizième du général, tout en aidant son leader Romain Bardet à décrocher la troisième place finale. Dans la foulée, il est douzième de la Classique de Saint-Sébastien et lauréat d'une étape et du général du Tour du Limousin. En fin de saison, il est quatrième du Grand Prix cycliste de Québec, onzième du Grand Prix cycliste de Montréal et surtout quatrième du Tour de Lombardie.
Il entame sa saison 2018 par une deuxième place sur le Tour du Haut-Var et une huitième place sur Paris-Nice. La suite de la saison est plus difficile, avec notamment des abandons au Critérium du Dauphiné et sur le Tour de France. En 2019, il est quatrième du Tour du Haut-Var et gagne Drôme Classic. Leader de son équipe sur le Tour d'Italie, il se contente de la 29e place. Il est malchanceux sur le Tour de France, où il chute à plusieurs reprises et prend la 41e place du classement final. En août, il chute à l'entraînement et souffre d'une fracture de la rotule.
Son retour en compétition est initialement prévu en mars 2020. Cependant, il est repoussé en raison de la pandémie de Covid-19 qui entraîne le report ou l'annulation de toutes les courses pendant plusieurs mois. Vuillermoz est remplaçant pour la course en ligne des championnats du monde 2020.

#### 2021-2024: Total Direct Énergie
Vuillermoz chute au cours de la deuxième étape de Paris-Nice. Ayant une épaule luxée, il abandonne. De retour en mai lors du Tour du Rwanda, il obtient à deux reprises la deuxième place d'une étape et la septième place du classement général. Quatrième ensuite du Tour du Finistère, il participe en juin au Tour de Suisse. Il y chute lors de la septième étape disputée en contre-la-montre. Atteint d'une fracture du bassin traitée chirurgicalement, sa convalescence est alors estimée à 10 semaines. Alors que son chirurgien pense initialement que Vuillermoz ne pourra pas reprendre sa carrière, il reprend l'entraînement le 19 août, en avance par rapport au délai de convalescence estimé et avec l'accord de son chirurgien, puis la compétition le 2 octobre lors du Tour d'Émilie,.
Ayant au sein de l'équipe un entraînement plus centré sur ses aptitudes de puncheur que par le passé, il remporte la deuxième étape du Critérium du Dauphiné 2022 en s'imposant au sprint devant Anders Skaarseth et Olivier Le Gac, à Brives-Charensac, après une longue échappée à travers le Vivarais et le Velay. Il endosse le maillot jaune à cette occasion, son premier maillot distinctif sur une course inscrite au calendrier de l'UCI World Tour,, qu'il perd le lendemain. Sélectionné ensuite pour le Tour de France, il a des vomissements durant la neuvième étape qu'il termine à 36 minutes du vainqueur Bob Jungels. Transporté ensuite à l'hôpital, Vuillermoz est atteint d'une « infection cutanée, qui nécessite une intervention chirurgicale, et d'une forte fièvre », ce qui le contraint à l'abandon. En août, Vuillermoz annonce l'extension de son contrat avec TotalEnergies jusqu'en fin d'année 2024.
Le 1er aout 2023, Vuillermoz chute durant la deuxième étape du Tour de l'Ain. Contraint à l'abandon, il subit à cette occasion des fractures à deux vertèbres ainsi qu'à une côte.
Il annonce en avril 2024 mettre un terme à sa carrière à l'issue de cette saison.

## Style, caractéristiques
Alexis Vuillermoz est surnommé « Pikachu » en raison de sa caractéristique à passer brutalement à l'offensive par une « attaque-éclair ». Ce surnom lui est donné lors de sa carrière en VTT et s'explique également par son port à cette époque d'un casque jaune. Il a des capacités de grimpeur, et de puncheur.

## Palmarès sur route

### Par années
| - 2014 - 2e étape du Tour du Gévaudan Languedoc-Roussillon - 3e du Tour du Gévaudan Languedoc-Roussillon - 2015 - Grand Prix de Plumelec-Morbihan - 8e étape du Tour de France - Aquece Rio-International Road Cycling Challenge - 2e étape du Tour du Gévaudan Languedoc-Roussillon - 6e de la Flèche wallonne - 2016 - 2e du Grand Prix de Plumelec-Morbihan - 3e du championnat de France sur route - 2017 - Grand Prix de Plumelec-Morbihan - Tour du Limousin : - Classement général - 2e étape - 4e du Grand Prix cycliste de Québec - 4e du Tour de Lombardie | - 2018 - 2e du Tour du Haut-Var - 8e de Paris-Nice - 2019 - Drôme Classic - 2022 - 2e étape du Critérium du Dauphiné - 3e de la Classic Grand Besançon Doubs - 3e du Tour du Piémont - 10e de la Flèche wallonne |

### Résultats sur les grands tours

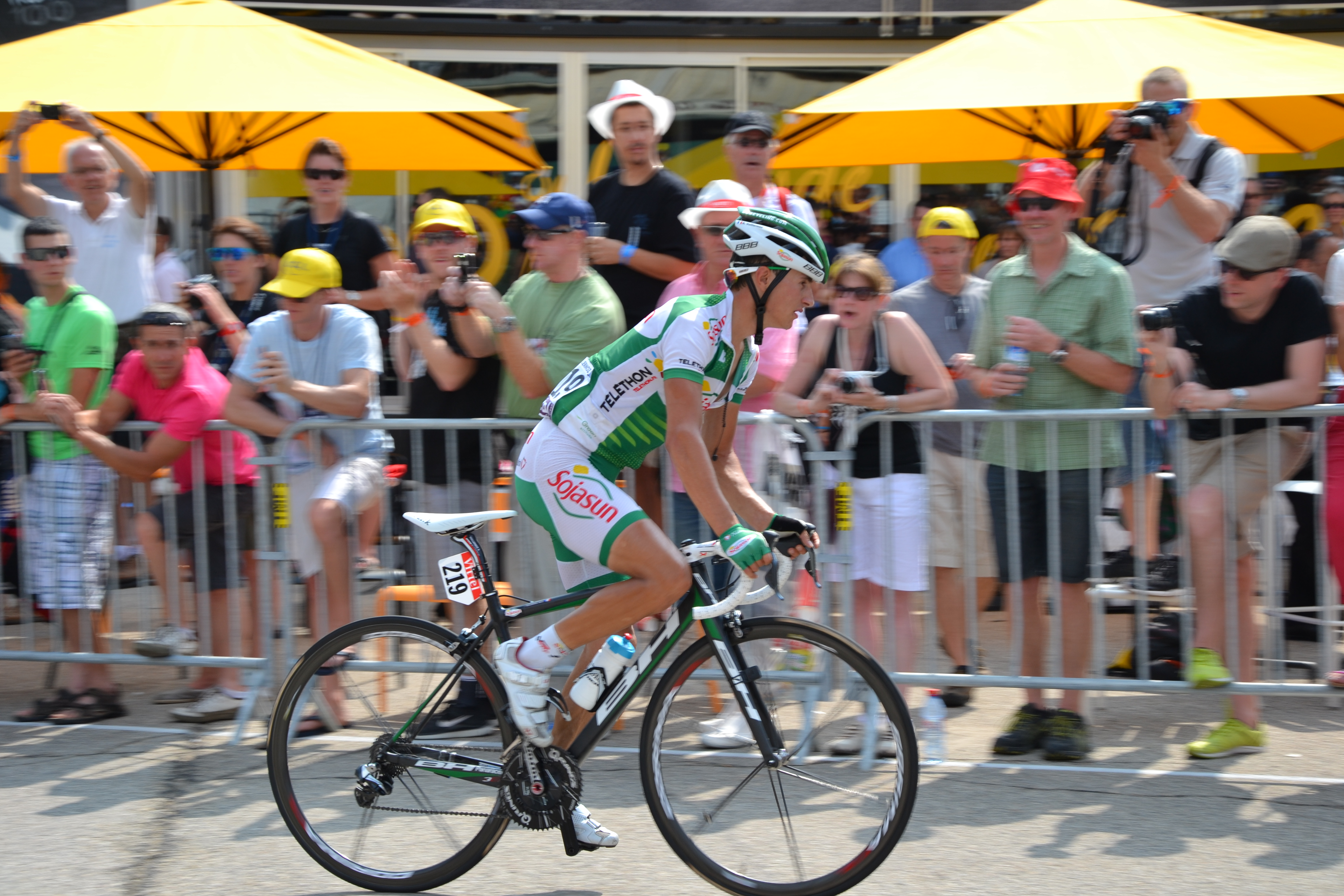
Alexis Vuillermoz au Mont Ventoux, lors de la 15e étape du Tour de France 2013.

#### Tour de France
8 participations
- 2013 : 46e
- 2015 : 26e, vainqueur de la 8e étape
- 2016 : 20e
- 2017 : 13e
- 2018 : non-partant (10e étape)
- 2019 : 41e
- 2020 : 35e
- 2022 : non-partant (10e étape)

#### Tour d'Italie
2 participations
- 2014 : 11e
- 2019 : 29e

### Classements mondiaux
| Année                                 | 2010  | 2011 | 2012 | 2013 | 2014 | 2015 | 2016 | 2017 | 2018 | 2019 | 2020 | 2021 | 2022 | 2023  | 2024  |
| ------------------------------------- | ----- | ---- | ---- | ---- | ---- | ---- | ---- | ---- | ---- | ---- | ---- | ---- | ---- | ----- | ----- |
| UCI World Tour                        |       |      |      |      | 98e  | 77e  | 153e | 42e  | 110e |      |      |      |      |       |       |
| Classement mondial                    |       |      |      |      |      |      | 171e | 46e  | 129e | 277e | 629e | 469e | 86e  | 1375e | 1818e |
| UCI Europe Tour                       | 1186e | nc   | 804e | 521e |      |      | 152e | 73e  | 138e | 224e | 511e | 381e | 74e  | nc    | nc    |
| UCI America Tour                      | nc    | nc   | nc   | nc   |      |      | 173e | nc   | nc   |      |      |      |      |       |       |
|                                       |       |      |      |      |      |      |      |      |      |      |      |      |      |       |       |
| Légende : nc = non classéSource : UCI |       |      |      |      |      |      |      |      |      |      |      |      |      |       |       |

## Palmarès en VTT

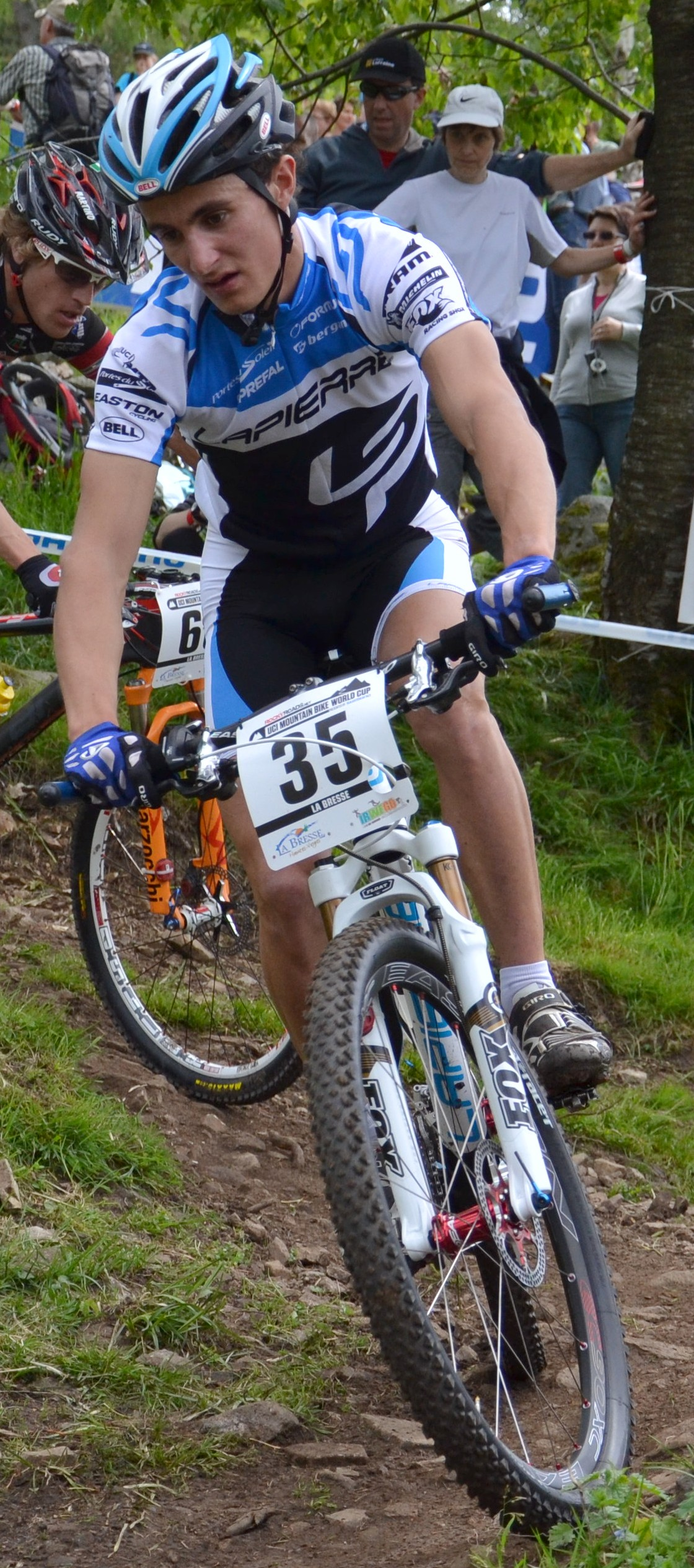
Alexis Vuillermoz lors de la manche de Coupe du monde de VTT 2012 à La Bresse.

### Championnats du monde
- Livigno 2005
  -  Médaillé de bronze du relais mixte
- Val di Sole 2008
  -  Champion du monde du relais mixte (avec Arnaud Jouffroy, Laurence Leboucher et Jean-Christophe Péraud)
- Canberra 2009
  -  Médaillé d'argent du cross-country espoirs
- Mont-Saint Anne 2010
  - 4e du cross-country espoirs

### Championnats d'Europe
- 2006
  -  Médaillé d'argent du cross-country juniors
  -  Médaillé d'argent du relais mixte
- 2007
  -  Médaillé d'argent du relais mixte (avec Fabien Canal, Cécile Ravanel et Cédric Ravanel)
- 2008
  -  Champion d'Europe du relais mixte (avec Arnaud Jouffroy, Laurence Leboucher et Jean-Christophe Péraud)

### Championnats de France
- 2005
  - 3e du cross-country juniors
- 2006
  -  Champion de France de cross-country juniors
- 2009
  -  Champion de France de cross-country espoirs
- 2010
  -  Champion de France de cross-country espoirs